# Świekatowo (gmina)
Świekatowo est une gmina rurale du powiat de Świecie, Couïavie-Poméranie, dans le centre-nord de la Pologne. Son siège est le village de Świekatowo, qui se situe environ 23 km à l'ouest de Świecie et 35 km au nord de Bydgoszcz.
La gmina couvre une superficie de 64,74 km2 pour une population de 3 477 habitants.

## Géographie
La gmina inclut les villages de Jania Góra, Lipienica, Lubania-Lipiny, Małe Łąkie, Stążki, Świekatowo, Szewno, Tuszyny et Zalesie Królewskie.
La gmina borde les gminy de Bukowiec, Koronowo, Lniano, Lubiewo et Pruszcz.